# Brütten
Brütten (im einheimischen Dialekt: [ˈbrytːə]) ist eine politische Gemeinde im Bezirk Winterthur des Kantons Zürich in der Schweiz.
Das Dorf gehört zur Agglomeration der Stadt Winterthur.

## Wappen und Fahne
Blasonierung:
In Blau eine silberne Sichel mit goldenem Griff

## Bevölkerung
| Jahr | Einwohner |
| ---- | --------- |
| 1467 | 70        |
| 1850 | 515       |
| 1900 | 462       |
| 1950 | 492       |
| 2000 | 1802      |
| 2005 | 1870      |
| 2010 | 1927      |
| 2015 | 2006      |
| 2020 | 2063      |
| 2022 | 2160      |
| 2023 | 2182      |
| 2024 | 2239      |

## Politik
In Brütten sind die FDP.Die Liberalen (FDP), der Politische Gemeindeverein (PGV) und die Schweizerische Volkspartei (SVP) tätig. Gemeindepräsident ist Fritz Stähli (parteilos, Stand 2023).
Bei den Nationalratswahlen 2023 betrugen die Wähleranteile in Brütten: SVP 37,05 % (+2,04), FDP 18,91 % (+1,50), glp 13,29 % (−1,59), SP 10,45 % (−0,80), Mitte 8,91 % (+2,45), Grüne 4,41 % (−4,36), EVP 2,49 % (−0,83), EDU 1,78 (−0,56).

## Geschichte
Die Herkunft des Namens Brütten (876 als Pritta und 996 als Brittona belegt) ist nicht geklärt. Auf Grund der bereits für Altertum und Frühmittelalter nachgewiesenen Besiedlung wird eine Ableitung eines lateinischen Personennamens Brittus oder Britto ‹der Brite› in Erwägung gezogen.
876 gelangte das Dorf in die Abhängigkeit vom Kloster St. Gallen, etwa vom Jahre 1000 an gehörte es dann dem Kloster Einsiedeln, zu dem bis 1832 Beziehungen bestanden. Im 13. Jahrhundert residierte ein Minestraliengeschlecht «von Brütten», Gefolgsleute des Klosters Einsiedeln, auf der Burg Buch, die sich auf einem Geländesporn des Dättnauerbergs befand. Bis 1832 wählte der Abt des Klosters Einsiedeln die reformierten Pfarrer von Brütten aus einem Dreiervorschlag der Stadt Zürich.
1798 wurde das Dorf nacheinander von französischen, österreichischen und russischen Truppen heimgesucht und schwer geschädigt. Damals soll der österreichische Erzherzog Karl auf dem Brüttemer Buck ausgerufen haben:
Wär’ ich ein Schweizer, so baute ich mir hier ein Schloss.

## Geographie

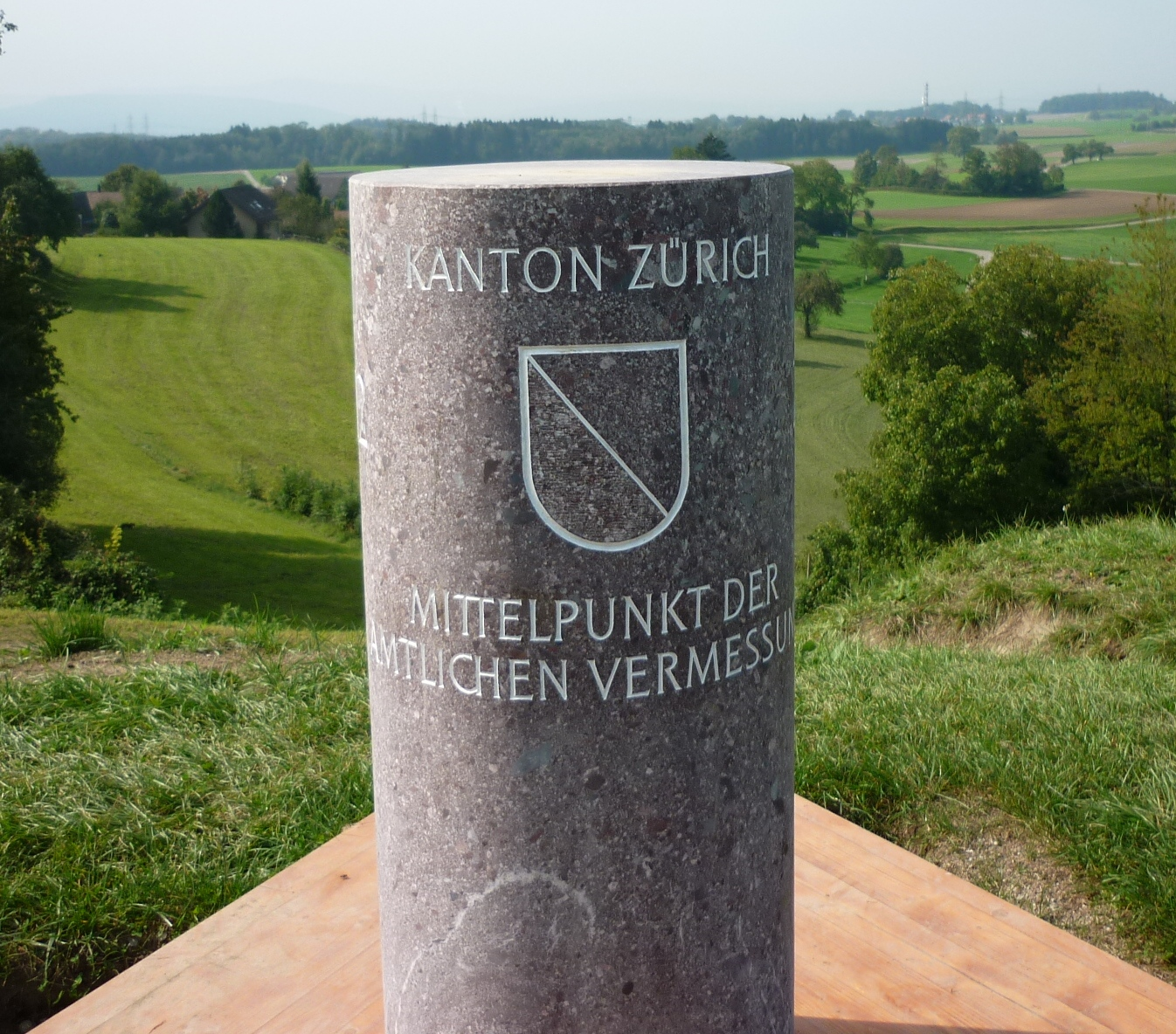
Mittelpunkt des Kantons Zürich

Brütten liegt zwischen Winterthur und Kloten im Zentrum des Kantons Zürich, so liegt der geodätische Mittelpunkt des Kantons Zürich in Brütten. Anlässlich der Feierlichkeiten zum 100-Jahr-Jubiläum der amtlichen Vermessung in der Schweiz wurde am 12. Mai 2012 durch Regierungsrat Markus Kägi  der Aussichtspunkt mit dem neuen, vom Teufener Bildhauer Ueli Thalmann gestalteten Vermessungspfeiler der Bevölkerung übergeben.

## Schule

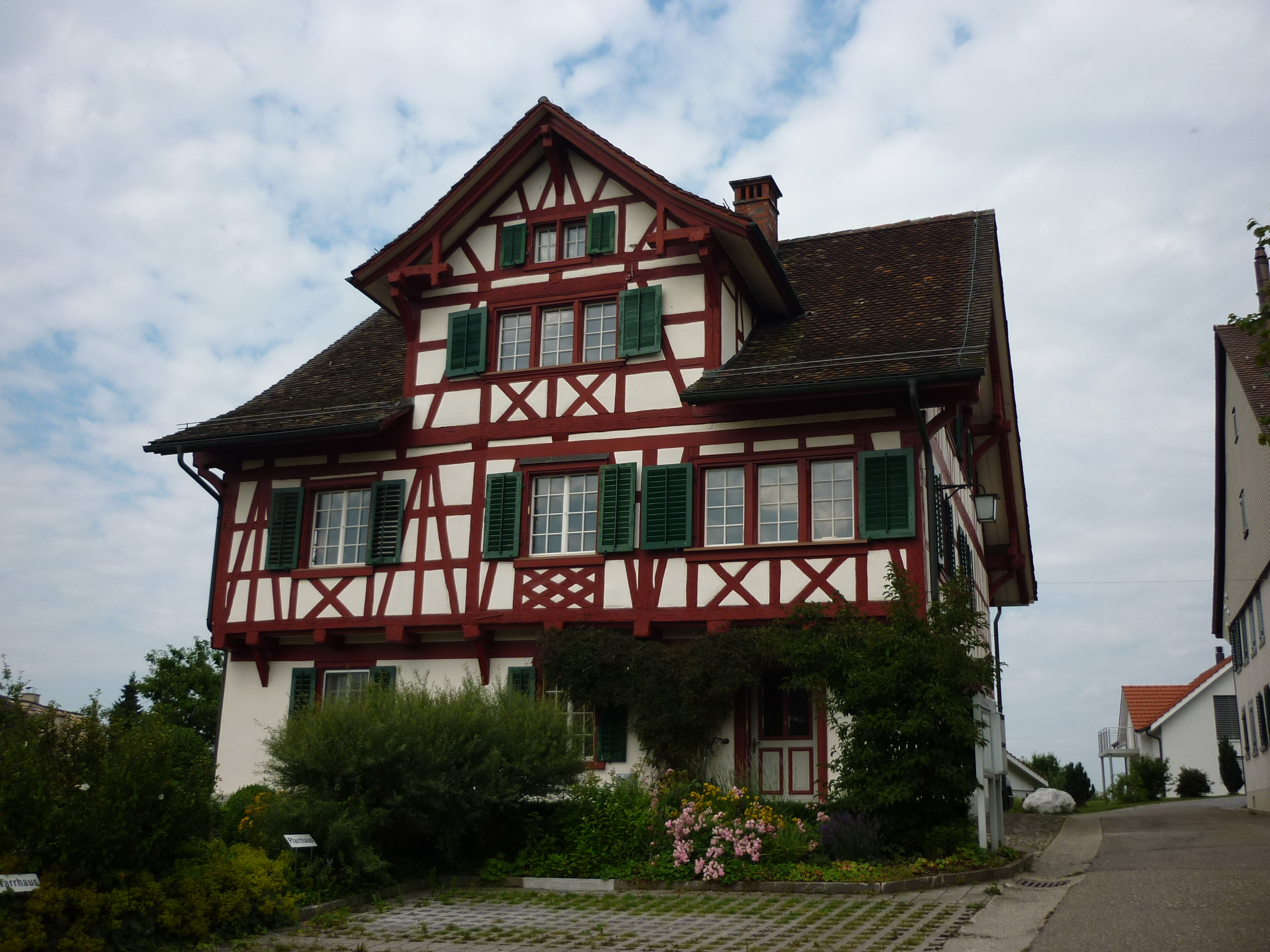
Pfarrhaus Brütten

Brütten verfügt über eine eigene Primarschule, in der zurzeit ca. 170 Schüler unterrichtet werden. Die Oberstufe besuchen die Schüler in Nürensdorf (Volksschule) bzw. in Winterthur (Gymnasium).

## Kultur

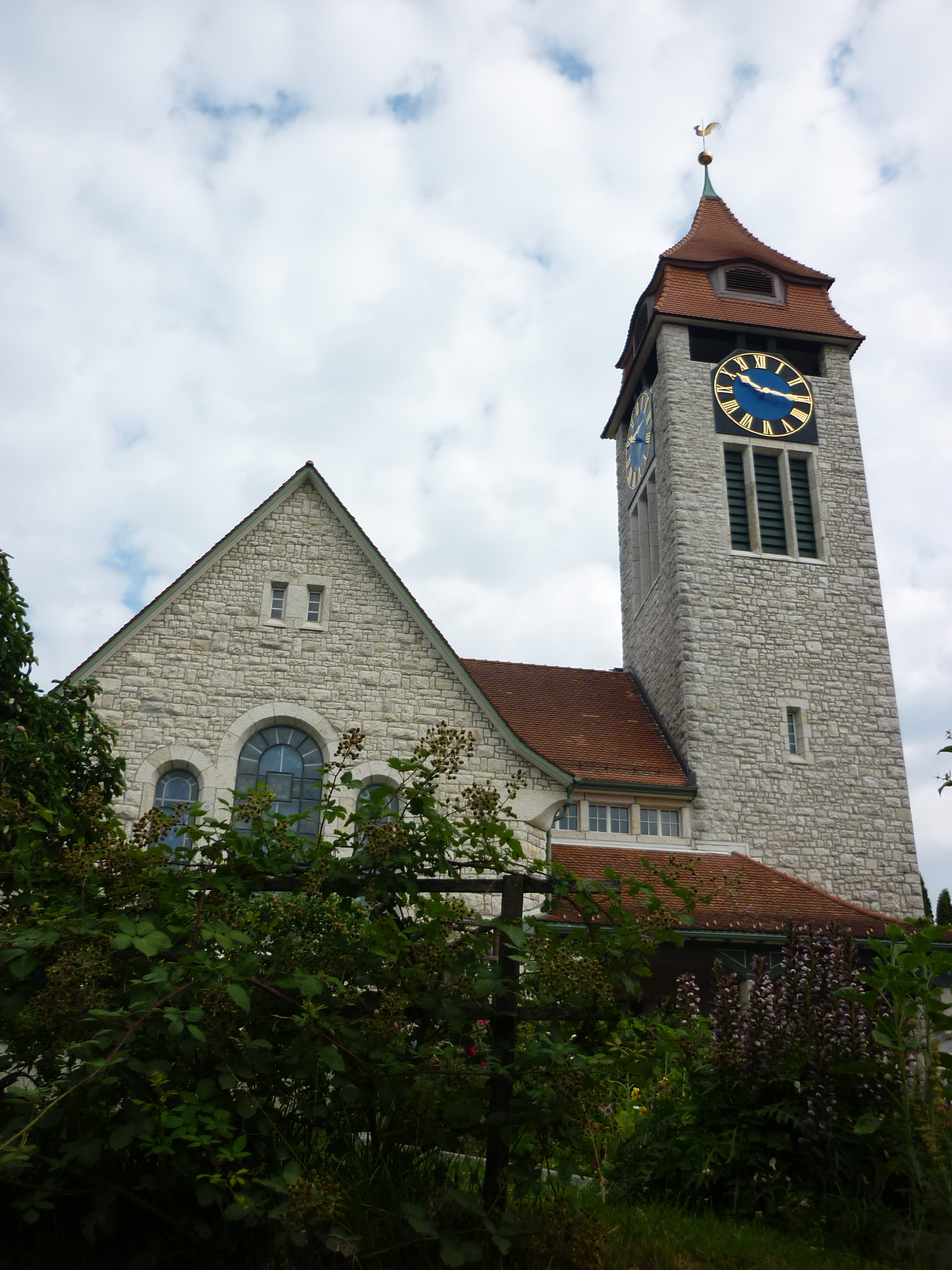
Kirche Brütten

Im Jahr 2021 eröffnete die Sängerin Rosina Zoppi in Brütten die kleine Studiobühne Z. Regelmässig werden Theatervorstellungen und Liederabende aufgeführt. Darunter auch die jährliche Produktion der Oper im Knopfloch, die grösstenteils im Theater Stok in Zürich auf die Bühne kommt. Zoppi ist die künstlerische Leiterin der 1999 gegründeten Oper im Knopfloch.

## Sehenswürdigkeiten
- Die reformierte Kirche[10]

## Sonstiges
Da Brütten zum Bezirk Winterthur im Kanton Zürich gehört, ist das offizielle Publikationsorgan der Gemeinde Der Landbote. Nebenher gibt es noch ein Lokalblatt namens Dorf-BLITZ, das mit den Gemeinden Nürensdorf und Bassersdorf geteilt wird. Für kirchliche und kulturelle Informationen erscheint monatlich das Informationsblatt s’Chilefäischter.
In Brütten steht das erste Mehrfamilienhaus ohne Energieanschlüsse, ein Haus, das seinen Strom- und Wärmebedarf aus der Solar- und Geoenergie selbst decken kann.

## Persönlichkeiten
- Johann-Conrad Appenzeller (1775–1850), reformierter Pfarrer und Volksschriftsteller, 1809 bis 1817 Pfarrer in Brütten.
- Ettore Cella (1913–2004), Schauspieler und Regisseur, lebte von 1963 bis zu seinem Tod im Jahr 2004 in Brütten.
- Jürg Stahl (* 1968), Politiker (SVP), Nationalrat, im Amtsjahr 2016/17 Nationalratspräsident, wohnt in Brütten.